# Far North Line
Far North Line es una línea de ferrocarril rural que se ubica en su totalidad dentro de la zona de Highland en Escocia, extendiéndose desde Inverness a Thurso y Wick.

## Ruta
Al igual que el norte de la carretera A9 de Inverness, Far North Line sigue por lo general el litoral orientado al este de Moray Firth, puesto que gran parte de la población del extremo norte de Escocia se concentra en las zonas costeras, incluso en algunos lugares el ferrocarril pasa casi en la orilla.
El ferrocarril va hacia el interior en Tain y Lairg, localidades que no están conectadas con la autopista A9. La línea vuelve a la costa en Golspie. Más allá de Golspie, el ferrocarril continúa a lo largo de la costa hasta Helmsdale, después hacia el interior hasta Strath de Kildonan y luego desde Flow Country hasta Halkirk y de regreso a la costa oriental en Wick. En la estación de Georgemas Junction, cerca de Halkirk, hay una salida a Thurso.

## Conexiones con otros servicios
En Inverness la línea se conecta con la Highland Main Line, que une Inverness y Perth, y la línea Aberdeen a Inverness. Los servicios de la línea Kyle of Lochalsh circulan entre Inverness y la estación de Dingwall.
- Datos: Q1232135
- Multimedia: Far North Line / Q1232135